# Herrenhaus Gosda II

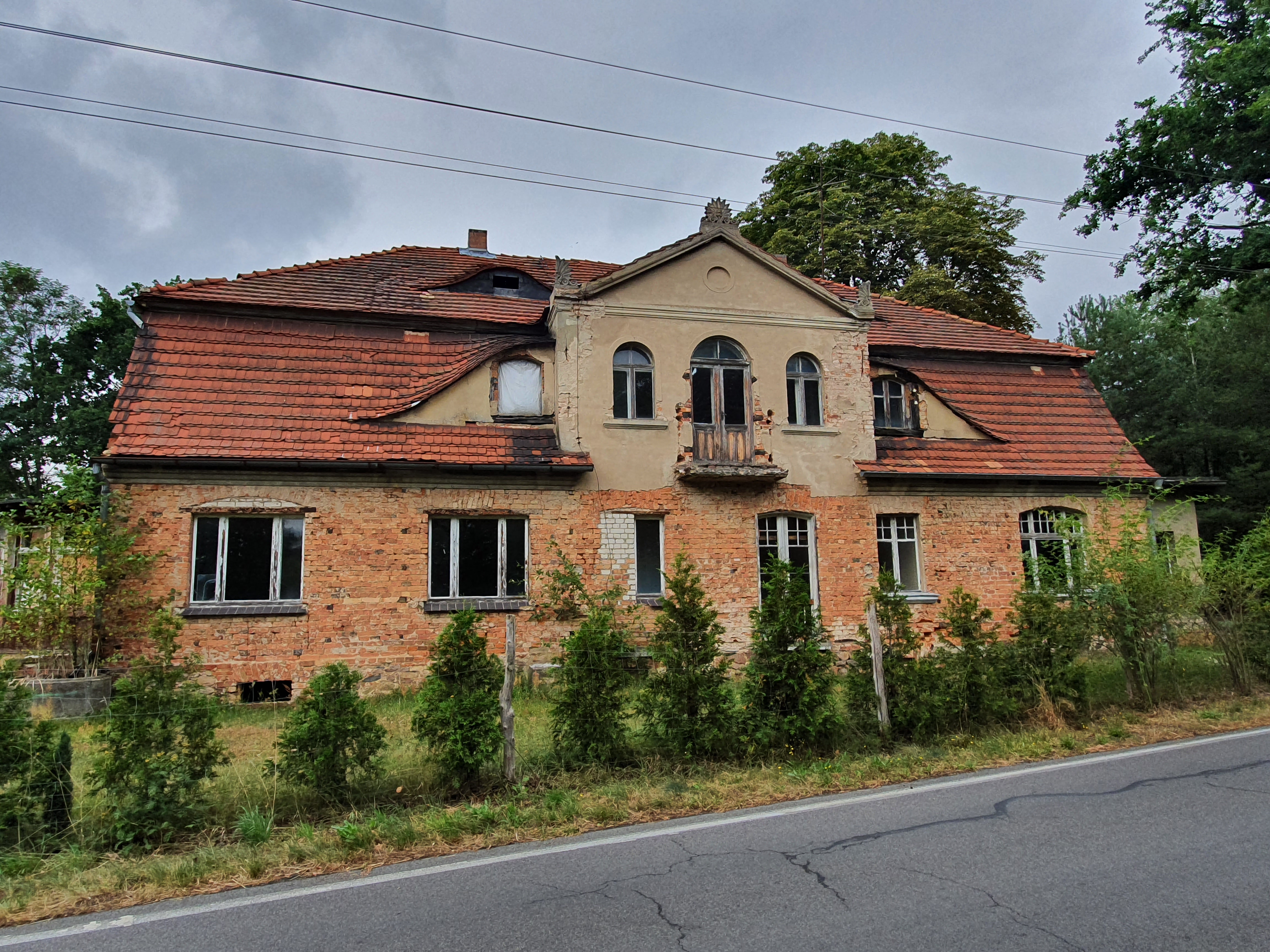
Herrenhaus Gosda II (2020)

Das Herrenhaus Gosda II ist ein Herrenhaus in dem Dorf Gosda II im Landkreis Spree-Neiße im Südosten des Landes Brandenburg. Das im 18. Jahrhundert errichtete Gebäude steht unter Denkmalschutz und befindet sich im Verfall.

## Geschichte
Das Herrenhaus Gosda II befindet sich am nordöstlichen Ortsausgang von Gosda II an der Straße nach Preschen. Es wurde um 1750 gebaut und ist ein eingeschossiger Ziegelbau mit Mansardwalmdach im Stil des Barock. Später wurde das Herrenhaus verputzt, durch den Verfall ist im unteren Bereich der Fassade wieder das Ziegelmauerwerk erkennbar. Etwa 1850 wurde das Herrenhaus umgebaut. Im ersten Viertel des 20. Jahrhunderts wurde das Haus um zwei Anbauten ergänzt.
Der frühere Adelssitz wechselte im Laufe der Zeit häufig die Besitzer, allein zwischen 1891 und 1900 wurde das Gebäude achtmal verkauft. Die letzten Besitzer vor der Bodenreform war die Familie Hahnefeld. Bei der Bodenreform in der Sowjetischen Besatzungszone nach dem Zweiten Weltkrieg wurden die Gutsherren enteignet, der damalige Besitzer wurde erschossen. In der DDR wurde das Herrenhaus zu Volkseigentum. Nach der Wende gehörte das Gebäude zunächst der Gemeinde Preschen, 1991 wurde es von einem Privatmann gekauft. Der Wert des Hauses wurde dabei auf etwa 1,8 Millionen Mark (ca. 920.000 Euro) geschätzt. Der neue Besitzer legte im Garten hinter dem Schloss einen Findlingspark an, wobei er sich jedoch verschuldete.
Im Zuge eines Streits um die Besitzansprüche des Herrenhauses Gosda II zerstörte der damalige Besitzer schließlich die Innenausstattung des Gebäudes und versuchte, das Haus anzuzünden. Im Jahr 2000 wurde der Wert des Herrenhauses im Rahmen einer bevorstehenden Zwangsversteigerung auf 276.800 Mark (ca. 141.500 Euro) geschätzt. Im folgenden Jahr wurde das Haus von einem Investor aus Gelsenkirchen gekauft. Ebenfalls 2001 erstellte das Brandenburgische Landesamt für Denkmalpflege ein Gutachten, in dem es das Herrenhaus Gosda II als bauhistorisch interessant einstufte. Anfang 2005 versuchte der damalige Besitzer, das Haus für rund 19.500 Euro auf Verhandlungsbasis wieder zu verkaufen.